# Dick Bass (Footballspieler)
Richard Lee „Dick“ Bass (* 15. März 1937 in Georgetown, Mississippi; † 1. Februar 2006 in Norwalk, Kalifornien) war ein US-amerikanischer Footballspieler.
Dick Bass studierte an der University of the Pacific und war Spieler im College-Footballteam der Universität, den Pacific Tigers. 1959 wurde er in der ersten Runde durch die damaligen Los Angeles Rams gedraftet, für die er von 1960 bis 1969 spielte und dreimal für den Pro Bowl nominiert war. Er war der erste Runningback mit mehr als 1000 Yards in einer Saison bei den Rams. Sein Spitzname war The Scooter.